# Azerbeidzjaanse roebel
De Azerbeidzjaanse roebel was van 1918 tot 1923 de munteenheid van Azerbeidzjan.

## Geschiedenis
Op 19 januari 1918 begon de gemeenteraad van Bakoe met de uitgifte van het zogenaamde "Bakoe-geld". Dit was de eerste uitgifte van papiergeld in het postrevolutionaire Transkaukasië. In februari van datzelfde jaar begon het Transkaukasisch Commissariaat met de uitgifte van booms (de eerste Transkaukasische roebel, "zakbon"), die werden uitgegeven tot september 1918 en op contractuele basis werden verdeeld tussen Georgië, Armenië en Azerbeidzjan. Tegelijkertijd ging de uitgifte van Bakoe-geld door tot juli 1918. In juli begon de Bakoe Commune met het uitgeven van geld van de Municipal Economy Council, dat werd uitgegeven tot 14 september van datzelfde jaar.
In oktober 1918 begon de regering van de Democratische Republiek Azerbeidzjan met het uitgeven van booms. In september 1919 werd de Staatsbank van Azerbeidzjan opgericht, die begon met het uitgeven van bankbiljetten van de Democratische Republiek Azerbeidzjan tot april 1920.
De uitgifte van papiergeld van de Socialistische Sovjetrepubliek Azerbeidzjan begon in april 1920 en duurde tot januari 1923. Alle eerdere uitgiften van geld werden geannuleerd.
Op 10 januari 1923 werd de monetaire hervorming gelanceerd, die de monetaire circulatie van Transkaukasië verenigde. De uitgiften van Georgië, Armenië en Azerbeidzjan werden stopgezet en de bankbiljetten van de Transkaukasische Socialistische Federatieve Sovjetrepubliek (de tweede Transkaukasische roebel, zakdensnak) werden in omloop gebracht. De omwisseling vond plaats in de verhouding: 100 Azerbeidzjaanse roebel = 1 roebel in vreemde valuta. De omwisselingsperiode was oorspronkelijk vastgesteld van 10 januari tot 10 maart 1923, maar werd later verlengd tot 10 april 1924.